# リンク (航空会社)
株式会社リンクは、日本の格安航空会社 (LCC)設立準備会社。
主要都市と近距離の地方都市とを結ぶ「リージョナルLCC」を目指すとしていたが、資金調達の目処が立たず就航を断念した。（詳細は後述）

## 概要
2012年4月5日に設立し、同年10月5日にATR社製のATR 72-600型機を3機導入すると発表。日本においてATR社製航空機の導入は当社が初となる予定だった。巡航速度はボンバルディア社などのリージョナルジェットに若干劣るものの、短距離のフライトをメインとしているため影響が小さく、リージョナルジェットより2割から3割軽い重量で飛行可能であることからターボプロップの同機種を選定したという。
計画では、福岡空港を拠点として九州、四国、中国、関西方面や近距離国際線に就航し、運航初年度から営業黒字化および就航2年目での上場、3年目での株主配当実施などを経営計画として掲げていた。しかし、同年7月16日に、上場は計画よりも遅れる可能性があると表明した。また、当初の計画では2013年10月に就航する予定であったが、従業員の教育や機材の導入が遅れている関係で2014年3月に延期となった。
機内では、一般的なLCCと差別化を図るため、飲み物や基本的なサービスは無料で提供する方針であった。
北九州に拠点を置く航空会社のスターフライヤーが業務支援を行うと発表していた。
2013年12月10日、就航に必要な資金が調達できず、自己破産を申請する方針であることが明らかとなった
。目標金額の23億円中、9億6000万円しか調達できず、従業員100名も12月9日付けで解雇した上で事業への参入を断念した。

## 沿革
- 2012年（平成24年）4月5日 : 会社設立。
- 2013年（平成25年）
  - 2月1日 : 本社を現所在地に移転。
  - 6月13日 : ATR 72-600型機のリース契約を「NAC aviation Norway」と締結[8]。
  - 7月12日 : 国土交通省大阪航空局に航空運送事業許可を申請、並びに就航予定路線を発表。
  - 9月12日 : 代表取締役社長が、杉山幸一から土佐谷昭に交代[9]。ロゴも同時に発表[10]。
  - 11月20日：機体デザインを公開[11]。垂直尾翼にロゴを配置し、機体前方に「LINK AIRS」と表記したものであった。
  - 12月10日：自己破産を申請する方針であることが明らかとなる。　
  - 12月26日：福岡地方裁判所にて自己破産手続き開始決定を受ける[12]。

## 就航予定路線
- 福岡 - 宮崎、松山
- 北九州 - 宮崎、松山

福岡 - 宮崎線・松山線と北九州 - 松山線は2014年3月から就航開始予定で、北九州 - 宮崎線については3機目が導入された時点で（就航後 約1か月後）就航する予定であった。

## 保有機材
- ATR 72-600型機 : 0機

自己破産により実際に受領は行われなかったが、1号機および2号機は機体製造拠点のあるフランスにおいてリンク仕様の塗装が行われ、テスト飛行も完了しており、JA01LK, JA02LKという機体記号で登録される予定だった。
計画では2013年11月以降2機を順次受領し、その後2014年4月頃に3機目（JA03LK）を受領することになっていた。
受領がキャンセルされた機材はATRで一旦保管されたのち、現在は2機ともスカンジナビア航空で運航されている。 
| 機体記号 | 機種       | 製造番号 | 座席数               | 現在                                                                         |
| -------- | ---------- | -------- | -------------------- | ---------------------------------------------------------------------------- |
| JA01LK   | ATR 72-600 | 1120     | エコノミークラス70席 | スカンジナビア航空でOY-JZCとして運航中（ジェットタイムからウェット・リース） |
| JA02LK   | ATR 72-600 | 1131     | エコノミークラス70席 | スカンジナビア航空でOY-JZDとして運航中（ジェットタイムからウェットリース）   |